# Паул Визнер
Берлин
Паул Визнер (Нова Сол , 9. октобар 1855. — Берлин, 1. октобар 1930) је био немачки једриличар који је учествовао на Летњим олимпијским играма 1900. у Паризу. 
Визнер је био најстарији такмичар у екипи Немачке на овим Олимпијским играма са 44 године и 229 дана.
Био је члан посаде немачке једрилице Aschenbrodel, која је освојила златну медаљу у другој трци класе 1-2 тоне и сребрну медаљу у отвореној класи. Посада је учествовала у саставу Георг Науе, Хајнрих Петерс, Отокар Вајс, Паул Визнер 
Учествовао је и у трци класе ½ -1 тона, али је његова једрилица измерена да има 1,041 тону, а пошто је трка била до 1. тоне, посада је дисквалификована.